# Mönchsroth
Mönchsroth ist eine Gemeinde im mittelfränkischen Landkreis Ansbach sowie Mitglied der Verwaltungsgemeinschaft Wilburgstetten und zählt zur Metropolregion Nürnberg.

## Geografie

### Geografische Lage
Die Gemeinde liegt genau an der Landesgrenze zu Baden-Württemberg. Der Gemeindeteil Mönchsroth wird von der Rotach, einem Zufluss der Wörnitz, durchflossen. Nachbargemeinden sind (von Norden beginnend im Uhrzeigersinn): Dinkelsbühl, Wilburgstetten, Stödtlen und Wört.

### Gemeindegliederung
Es gibt sechs Gemeindeteile (in Klammern ist der Siedlungstyp angegeben):
- Diederstetten (Dorf)
- Fallmeisterei (Einöde)
- Hammerschmiede (Einöde)
- Hasselbach (Dorf)
- Mönchsroth (Pfarrdorf)
- Winnetten (Dorf)

Es gibt auf dem Gemeindegebiet die Gemarkungen Diederstetten und Mönchsroth. Die Gemarkung Mönchsroth hat eine Fläche von 6,904 km². Sie ist in 1191 Flurstücke aufgeteilt, die eine durchschnittliche Fläche von 5796,53 m² haben. In ihr liegen neben dem namensgebenden Ort die Gemeindeteile Fallmeisterei und Hammerschmiede.

## Geschichte
Der Ort wurde im 12. Jahrhundert als „Rotha“ erstmals schriftlich erwähnt. In der Urkunde wird auch eine „preposituramque Rothe“ erwähnt, womit das um 1130 gegründete Benediktinerkloster Mönchsroth gemeint war. Im Jahr 1286 wurde der Ort erstmals „Mvnchrôte“ genannt, 1350 „Muenchrot“, 1604 schließlich „Mönchsrodt“. Der Ortsname leitet sich vom Gewässernamen Rotach (= roter Fluss) ab, an dem der Ort liegt.
Das Hochgericht sowie die Dorf- und Gemeindeherrschaft und Grundherrschaft über alle Anwesen hatte das oettingen-spielbergische Oberamt Mönchsroth. Gegen Ende des 18. Jahrhunderts bestand Mönchsroth aus 154 Haushalten (1 Mühle, 1 Hofgut, 1 Morgengut, 20 Lehengüter, 1 Lehengut mit Backrecht, 2 halbe Lehengüter, 1 Söldengut, 51 Häuser, 4 Häuser mit Backrecht, 2 Häuser mit Wirtschafts- und Braurecht, 1 Haus mit Schmiedrecht, 3 Zweidrittelhäuser, 6 Drittelhäuser, 60 Halbhäuser). Außerdem gab es eine Pfarrkirche, die ehemalige Benediktinerpropstei St. Peter und Paul, ein Pfarrhaus, ein Schulhaus, eine Synagoge, ein Gemeindehirtenhaus und ein Schafhaus.
1806 kam Mönchsroth an das Königreich Bayern. Mit dem Gemeindeedikt entstand 1809 der Steuerdistrikt Mönchsroth und die Ruralgemeinde Mönchsroth mit den Orten Fallmeisterei und Hammerschmiede. Sie war in Verwaltung und Gerichtsbarkeit dem Landgericht Dinkelsbühl zugeordnet und in der Finanzverwaltung dem Rentamt Dinkelsbühl. 1819 erfolgte der Wechsel zum Herrschaftsgericht Mönchsroth, wo es bis zu dessen Auflösung verblieb, und 1838 der Wechsel zum Rentamt Oettingen. Ab 1850 gehörte Mönchsroth wieder zum Landgericht und Rentamt Dinkelsbühl (1919 in Finanzamt Dinkelsbühl umbenannt, seit 1973 Finanzamt Ansbach). Die Verwaltung übernahm 1862 das neu geschaffene Bezirksamt Dinkelsbühl (1939 in Landkreis Dinkelsbühl umbenannt). Die Gerichtsbarkeit blieb beim Landgericht Dinkelsbühl (1879 in das Amtsgericht Dinkelsbühl umgewandelt, das seit 1973 eine Zweigstelle des Amtsgerichtes Ansbach ist). Die Gemeinde hatte 1964 eine Gebietsfläche von 6,937 km². Mit der Auflösung des Landkreises Dinkelsbühl im Jahr 1972 kam Mönchsroth an den Landkreis Ansbach.

### Eingemeindungen
Am 1. Januar 1971 wurde im Zuge der Gebietsreform in Bayern die Gemeinde Diederstetten eingegliedert.

### Einwohnerentwicklung
Im Zeitraum 1988 bis 2018 stieg die Einwohnerzahl von 1305 auf 1580 um 275 Einwohner bzw. um 21,1 %.
Gemeinde Mönchsroth
| Jahr      | 1818   | 1840   | 1852   | 1861   | 1867   | 1871   | 1875   | 1880   | 1885   | 1890   | 1895   | 1900   | 1905   | 1910   | 1919   | 1925   | 1933   | 1939   | 1946   | 1950   | 1961   | 1970   | 1987   | 2005 | 2011   | 2016   |
| Einwohner | 808    | 940    | 976    | 1008   | 981    | 1054   | 1060   | 992    | 1002   | 887    | 869    | 845    | 824    | 830    | 794    | 782    | 715    | 654    | 928    | 908    | 764    | 890    | 1286   | 1621 | 1605   | 1584   |
| Häuser    | 175    |        |        |        |        | 171    |        |        | 185    | 184    |        | 197    |        |        |        | 193    |        |        |        | 183    | 198    |        | 364    |      | 486    | 497    |
| Quelle    | [ 15 ] | [ 16 ] | [ 16 ] | [ 17 ] | [ 18 ] | [ 19 ] | [ 20 ] | [ 21 ] | [ 22 ] | [ 23 ] | [ 16 ] | [ 24 ] | [ 16 ] | [ 25 ] | [ 16 ] | [ 26 ] | [ 16 ] | [ 16 ] | [ 16 ] | [ 27 ] | [ 12 ] | [ 28 ] | [ 29 ] |      | [ 30 ] | [ 30 ] |

Ort Mönchsroth
| Jahr      | 001818 | 001861 | 001871 | 001885 | 001900 | 001925 | 001950 | 001961 | 001970 | 001987 | 002006 | 002016 |
| Einwohner | 808    | 1008   | 1054   | 1002   | 824    | 768    | 897    | 759    | 877    | †1093  | *1478  | *1422  |
| Häuser    | 175    |        | 171    | 185    | 192    | 190    | 180    | 196    |        | †324   |        |        |
| Quelle    | [ 15 ] | [ 17 ] | [ 19 ] | [ 22 ] | [ 24 ] | [ 26 ] | [ 27 ] | [ 12 ] | [ 28 ] | [ 29 ] | [ 31 ] | [ 31 ] |

## Politik

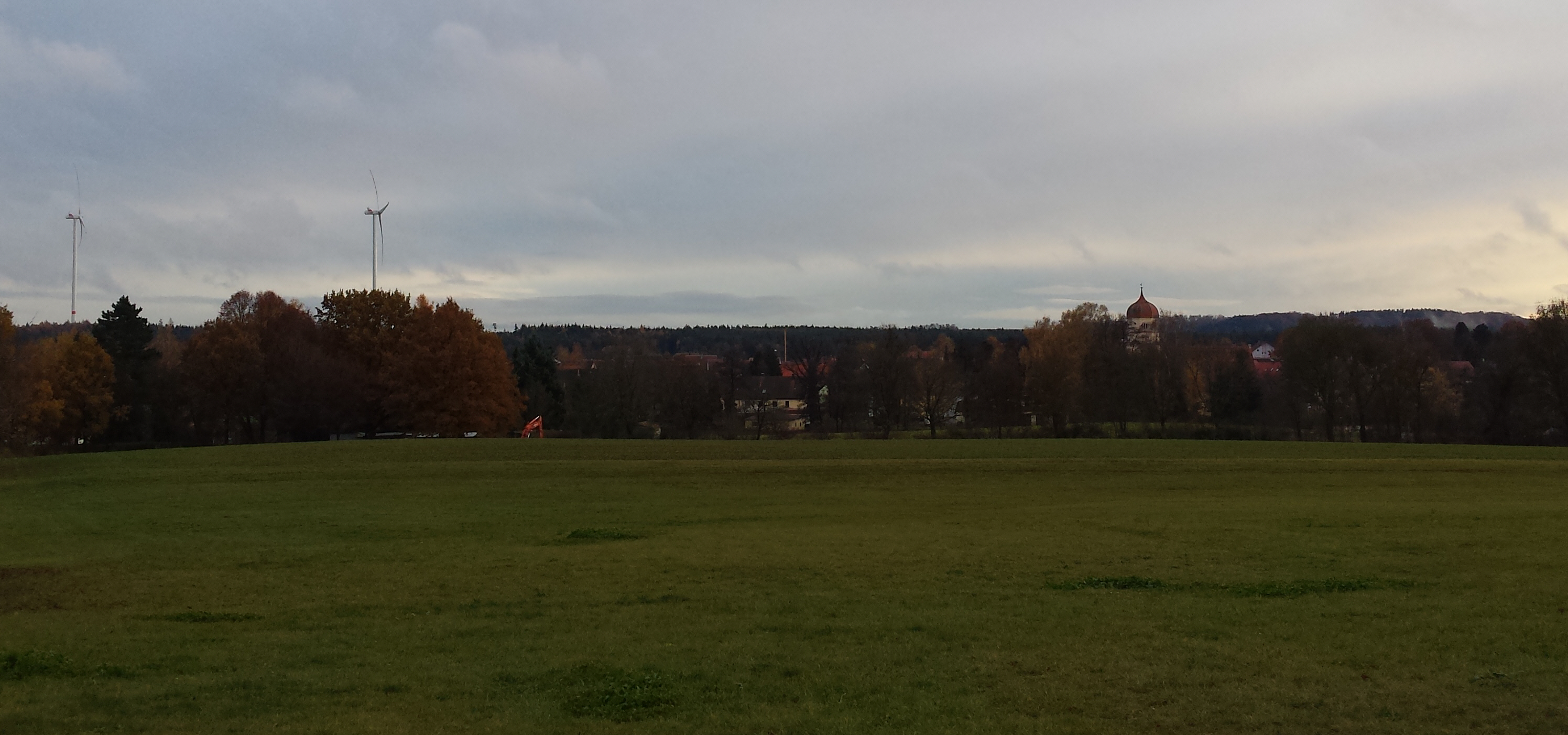
Dorfansicht

### Bürgermeister
Erste Bürgermeisterin ist seit 1. Februar 2024 Franziska Mattmann (Freie Wählergruppe und Freie Bürgerliste). Diese wurde als Nachfolgerin von Edith Stumpf (Freie Bürgerliste) am 12. November 2023 gewählt.

### Gemeinderat
Die Gemeinderatswahlen seit 2008 ergaben folgende Stimmenanteile und Sitzverteilungen:
| Partei/Liste                  | 2020 | 2014 | 2008 |
| ----------------------------- | ---- | ---- | ---- |
| Freie Wählergruppe Mönchsroth | 8    | 10   | 12   |
| Freie Bürgerliste Mönchsroth  | 4    | 2    | –    |

### Wappen und Flagge
Wappen
| Wappen von Mönchsroth | Blasonierung: „Durch gesenkten goldenen Balken geteilt von Blau und Rot, oben ein silberner Adler, der einen quer liegenden goldenen Abtstab in den Fängen hält, unten ein silbernes Andreaskreuz.“ |
| Wappen von Mönchsroth | Wappenbegründung: Seit dem 15. Jahrhundert gehörte den Grafen von Oettingen der Ort. Daran erinnert das Andreaskreuz aus dem gräflichen Stammwappen. Der Adler stammt aus dem Wappen der Grafen von Leiningen, zusammen mit dem Abtstab verweist er auf das ehemalige Kloster und seinen Gründer. Der goldene Balken stellt den durch das Gemeindegebiet verlaufenden Limes dar. Die Gemeinde führt seit 1985 dieses Wappen. |

Flagge
Die Gemeinde hat eine weiß-blau-weiße Gemeindeflagge.

## Kultur und Sehenswürdigkeiten

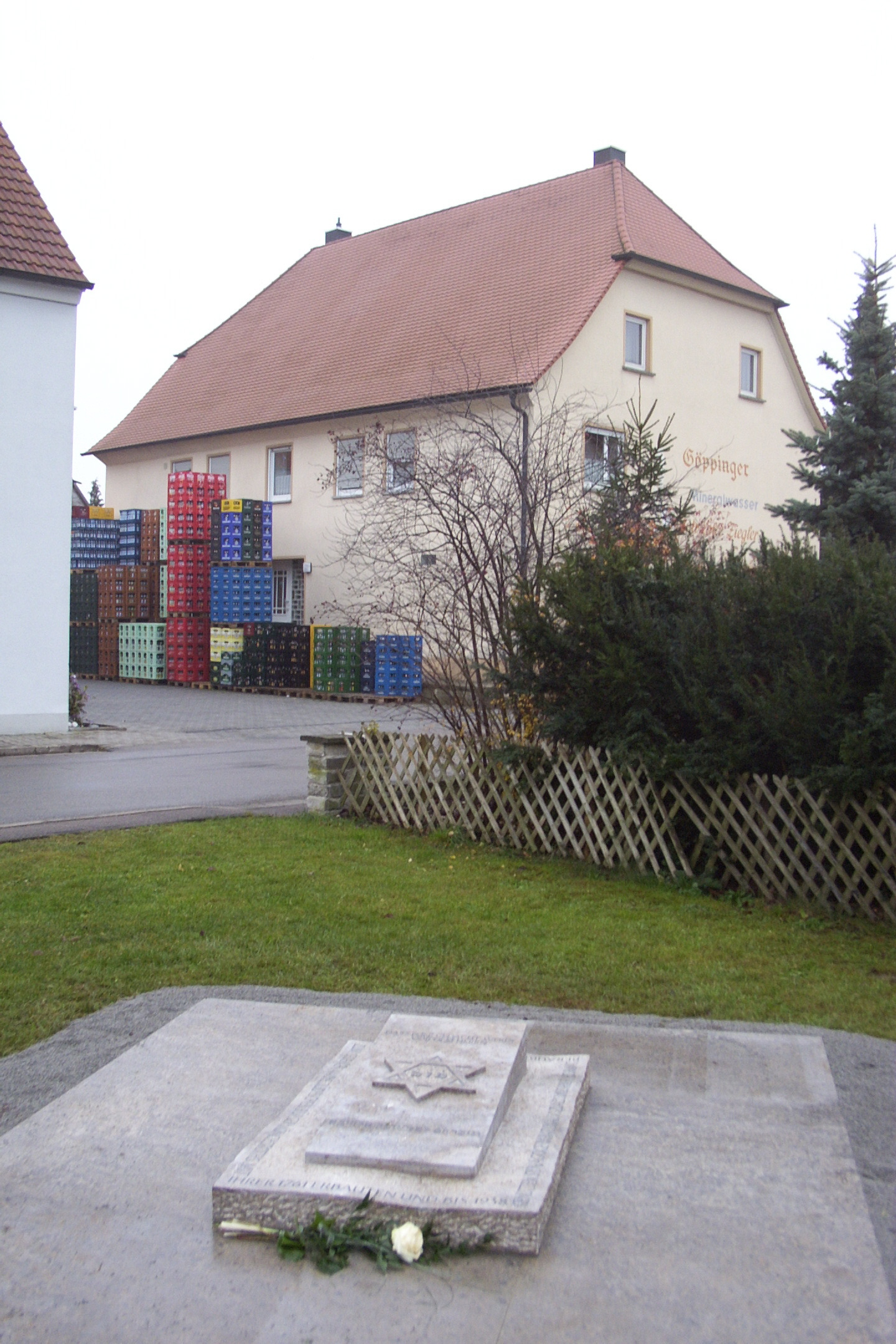
Ehemalige Synagoge mit Gedenktafel

### Bauwerke
- Limesturm (Nachbau)
- Ehemalige Klosterkirche der Benediktinerpropstei St. Peter und Paul
- Ehemalige Synagoge von 1761 (Rathausstraße 1). Hier wurde 1988 ein umfassender Genisafund geborgen, der sich heute im Jüdischen Museum Franken Fürth/Schnaittach befindet.Teilrekonstruktion des Limesturms WP 13/2
- St. Peter und Paul (Mönchsroth)

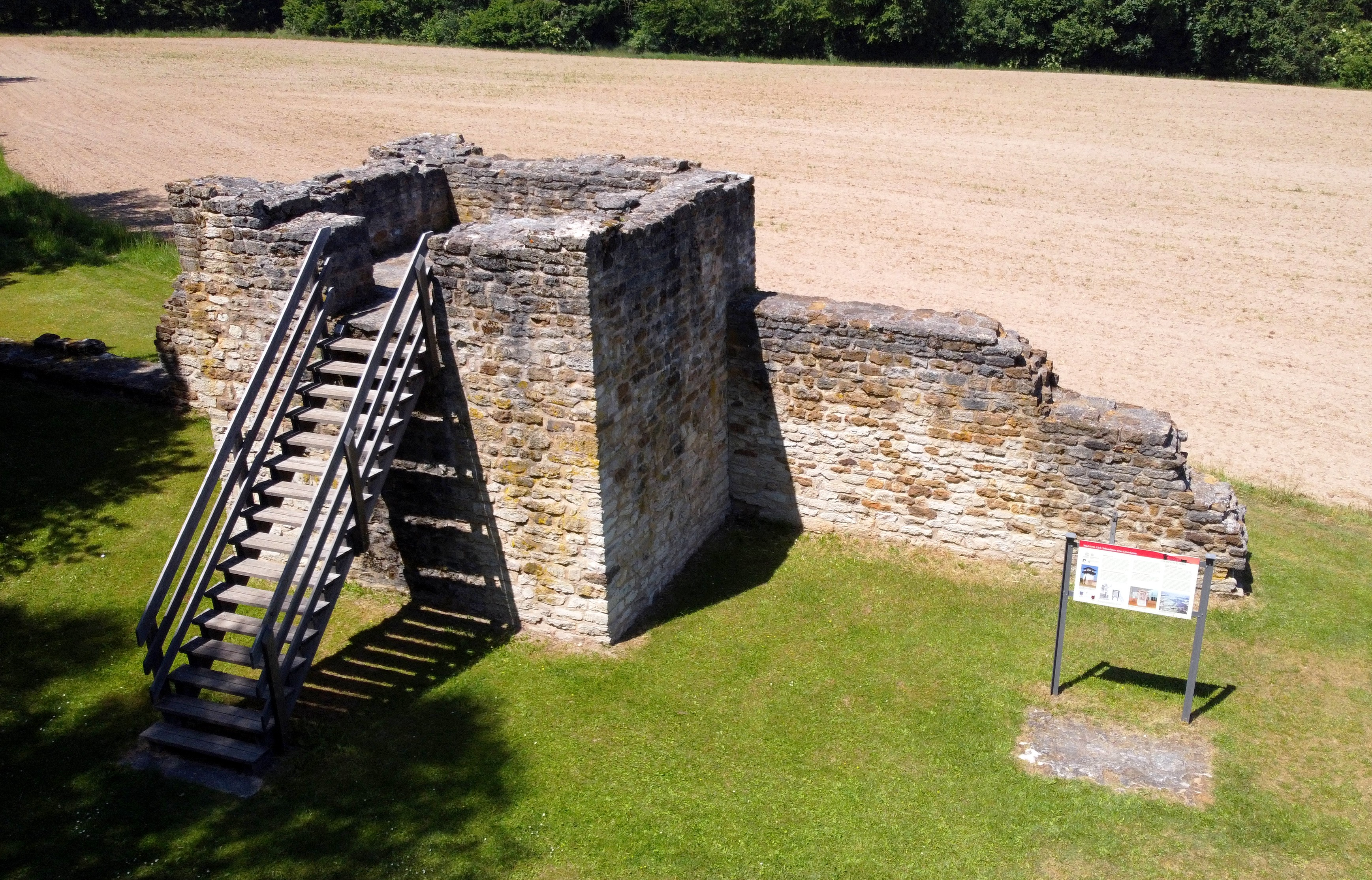
Teilrekonstruktion des Limesturms WP 13/2

- St. Oswald und Ägidius (Mönchsroth)

## Verkehr
Durch Mönchsroth verläuft die Landesstraße/Staatsstraße 2385 nach Wilburgstetten zur Bundesstraße 25 (2,3 km östlich) bzw. über Regelsweiler nach Wört (6,5 km westlich). Die Kreisstraße AN 46/K 3211 verläuft nach Eck am Berg (2,7 km südlich). Gemeindeverbindungsstraßen verlaufen nach Diederstetten (1,9 km nördlich), nach Gaxhardt (1,8 km westlich) und nach Wittenbach (2 km südöstlich).

## Söhne und Töchter der Gemeinde
- Johann Leonhard Dober (1706–1766), Missionar
- Georg Friedrich Benecke (1762–1844), Philologe
- Christian Daniel Benecke (1768–1851), Kaufmann, Senator und Bürgermeister von Hamburg
- Abraham Kohn (1819–1871), Mitbegründer und Präsident der jüdischen Gemeinde Kehillat Anshe Ma'ariv in Chicago

## Persönlichkeiten, die im Ort gewirkt haben
- Georg Bickel (1862–1924), Malerpfarrer